# Mihályháza
Mihályháza là một thị trấn thuộc hạt Veszprém, Hungary. Thị trấn này có diện tích 21,52 km², dân số năm 2010 là 765 người, mật độ 36 người/km².